# David Zec
David Zec (Kranj, 5 de enero de 2000) es un futbolista esloveno que juega en la demarcación de defensa para el Holstein Kiel de la 2. Bundesliga.

## Selección nacional
Tras jugar en las categorías inferiores de la selección, finalmente hizo su debut con la selección absoluta de Eslovenia el 20 de enero de 2024 contra Estados Unidos en un partido amistoso que finalizó con un resultado de 0-1 a favor del combinado esloveno tras el gol de Nejc Gradišar.

## Clubes
| Club                  | País      | Año       | Partidos | Goles |
| --------------------- | --------- | --------- | -------- | ----- |
| NK Triglav Kranj      | Eslovenia | 2017-2018 | 33       | 3     |
| S. L. Benfica "B"     | Portugal  | 2018-2020 | 9        | 0     |
| FC Rukh Lviv (cedido) | Ucrania   | 2020-2021 | 9        | 0     |
| NK Celje              | Eslovenia | 2021-2024 | 137      | 12    |
| Holstein Kiel         | Alemania  | 2025-     | 18       | 2     |

## Palmarés

### Títulos nacionales
| Título                    | Club     | País      | Año  |
| ------------------------- | -------- | --------- | ---- |
| Primera Liga de Eslovenia | NK Celje | Eslovenia | 2024 |